# Абреу-і-Ліма
Абреу-і-Ліма (порт. Abreu e Lima) — місто і муніципалітет в бразильському штаті Пернамбуку, частина Агломерації Ресіфі. Муніципалітет було утворено з частини муніципалітету Пауліста та названо на часть борця за незалежність іспанських колоній в Південній Америці генерала Жозе Інасіу Абреу і Ліма.